# Villa johnsoni
Villa johnsoni är en tvåvingeart som beskrevs av Joseph Hannum Painter 1926. Villa johnsoni ingår i släktet Villa och familjen svävflugor. Inga underarter finns listade i Catalogue of Life.